# Hemipeplus suturalis
Hemipeplus suturalis is een keversoort uit de familie Mycteridae. De wetenschappelijke naam van de soort is voor het eerst geldig gepubliceerd in 1919 door Grouvelle.